# La Chapelle-Morthemer
La Chapelle-Morthemer ist ein Ortsteil von Valdivienne und eine ehemalige französische Gemeinde im Département Vienne in der Region Nouvelle-Aquitaine.

## Geschichte
1969 wurde die Gemeinde Valdivienne durch den Zusammenschluss der Kommunen Morthemer, Salles-en-Toulon und Saint-Martin-la-Rivière gebildet. Im Jahr 1974 kam die ehemals selbständige Gemeinde La Chapelle-Morthemer hinzu.

## Sehenswürdigkeiten
Siehe auch: Liste der Monuments historiques in Valdivienne
- Kirche Notre-Dame, erbaut im 12. Jahrhundert (Monument historique)